# Arnold Heinrich Tanner
Arnold Heinrich Tanner (* 25. Februar 1831 in Herisau; † 5. August 1872 in Herisau; heimatberechtigt in Herisau) war ein Schweizer Textilunternehmer und Politiker aus dem Kanton Appenzell Ausserrhoden.

## Leben
Arnold Heinrich Tanner war ein Sohn von Johann Heinrich Tanner. Im Jahr 1854 heiratete er Elisa Heer, Tochter von Johann Jakob Heer. Tanner arbeitete im väterlichen Textilexporthaus. Nach seinem frühen Tod übernahmen seine Söhne Viktor Tanner und Emil Tanner die Firma Tanner, Diethelm & Compagnie. Ab 1896 lief das Unternehmen unter dem Namen V. & E. Tanner. 1896 stieg auch Sohn Eugen Tanner in die Firma ein. Arnold Heinrich Tanner sass von 1861 im Gemeinderat in Herisau. Ab 1863 bis 1863 war er Ausserrhoder Grossrat. Er amtierte von 1871 bis 1872 als Landesfähnrich und im Jahr 1872 als Landesseckelmeister. Tanner gehörte zu den Hauptförderern der Gasversorgung Herisau. 